# Петрашовка (Тульчинский район)
Петрашовка (укр. Петрашівка) — село на Украине, находится в Тульчинском районе Винницкой области.
Код КОАТУУ — 0524385202. Население по переписи 2001 года составляет 553 человека. Почтовый индекс — . Телефонный код — 4335.
Занимает площадь 1,7 км².

## Адрес местного совета
23610, Винницкая область, Тульчинский р-н, с. Печера, ул. Ленина, 35